# 1리터의 눈물
《1리터의 눈물 : 난치병과 싸운 소녀 아야의 일기》(일본어: 1リットルの涙 －難病と闘い続ける少女亜也の日記－)은 한 젊은 여성이 중학생때 발병한 난치병과 분투한 삶을 기록한 수필이다. 영화, 텔레비전 드라마로 제작되어 인기를 끌었다.

## 개요
아이치현 도요하시시에 사는 키토 아야(1962년 7월 19일 ~ 1988년 5월 23일)는 중학교 3년 때 갑자기 구르는 등 몸이 불편함을 호소하여, 고세이카이병원에서 진찰받고 의사로부터 '다계통위축'이라는 병에 걸렸음을 진단받는다.
다계통위축(일본어 직역:척수소뇌변성증)은 소뇌·뇌간·척수가 점차 위축되는 질환으로, 원인은 지금도 알려지지 않았다. 젓가락을 쓰기 힘들어지고 자주 구르는 증상에서 시작해, 진행함에 따라 걷지 못하게 되거나 글씨를 쓸 수 없게 된다. 마지막으로는 말도 못하게 되면서 최악의 경우 죽음에 이르기도 한다. 소뇌, 다리, 척추가 위축되어도 대뇌는 정상으로 정상적으로 기능하기 때문에 의식에는 전혀 장애가 없다. 즉, 몸이 부자연스럽게 되어가는 것을 자기자신이 확실히 의식하게 되는 것이다. 때문에 이 병은 매우 잔혹한 병이라고 할 수 있다. 환자는 몸의 자유가 없어지는 것과 자신의 의식이 변하지 않는 현실을 느끼면서 살아간다.
그녀가 투병중에 손이 움직여지지 않을때까지 쓴 일기를 정리하여 1986년 나고야시의 출판사에서 출판하였다. 아이치현 등 도카이 지방을 중심으로 커다란 반향을 불러, 2005년 2월에는 겐토샤가 문고책으로서 출판하였고 합계 120만부를 넘은 배스트셀러가 되었다.
1988년 5월 23일 키토 아야는 소뇌위축증(다계통위축-MSA)의 진행에 따라 쇠약해져 그에 따른 신부전증에 의해 25년의 짧은 삶을 마쳤다. 그 뒤 아야의 어머니인 키토 시오카가 딸과의 추억을 쓴 단행본 '생명의 허들'이 출판되었다.
'1리터의 눈물'의 끝에는 아야의 주치의였던 후지다 보건 위생 대학의 야마모토 히로코 교수의 회고가 실려있다. 문고판에서는 시오카의 후기와 『추기』로서의 아야의 마지막의 모습이 실려있다.
2006년, NHK에서 「마음의 시대-1리터의 눈물에서 20년」이 방송되었다.

## 서지 사항

### 일본어 판
- 키토 아야, 《1리터의 눈물 : 난치병과 싸우는 소녀 아야의 일기》, FA 출판, 1986년. ISBN 4-900435-26-0
- 키토 시오카, 《생명의 허들 : 1리터의 눈물 "어머니의 수기》, FA 출판, 1989년. ISBN 4-900435-78-3
- 키토아야, 《1리터의 눈물 : 난치병과 투쟁하는 소녀 아야의 일기》, 겐토샤. ISBN 4-344-40610-9
- 키토 시오카, 《생명의 허들 : 1리터의 눈물 "어머니의 수기"》, 겐토샤. ISBN 4-344-40611-7
- 키토아야, 《라스트 레터 : 1리터의 눈물 "아야의 58통의 편지"》, 겐토샤. ISBN 4-344-01033-7

※ 문고판은 ISBN 4-344-40770-9

### 한국어 판
- 키토 아야, 《1리터의 눈물 : 아야의 일기》, 김유동 옮김, 삼신각, 1989년
- 키토 아야, 《1리터의 눈물》, 한성례 옮김, 이덴슬리벨, 2006년 ISBN 89-91310-10-9
- 키토 시오카, 《생명의 허들 : 1리터의 눈물 어머니의 수기》, 한성례 옮김, 이덴슬리벨, 2007년 ISBN 978-89-91310-12-4
- 키토 아야, 《1리터의 눈물 마지막 편지》, 한성례 옮김, 이덴슬리벨, 2007년 ISBN 978-89-91310-13-1

## 영화
《1리터의 눈물》(일본어: 1リットルの涙)은 키토 아야의 수필 "1리터의 눈물"을 영화화한 작품으로 2004년에 제작된 일본의 영화이다. 문부과학상을 수상했다.
2005년 2월 10일에 극장 이케부쿠로에서 공개되었으며, 지방의 공민관 등을 중심으로 1년이라는 오랜 시간동안 공개되었다. (2006년 현재도 계속 상영하고 있는 지방이 있다) 비디오와 DVD는 2006년 1월 21일 도에이 비디오에 의해 발매되었다.
촬영은 키토 아야의 생활의 장이었던 도요하시시로, 2004년 4월 29일부터 5월 26일까지 행해졌다. 실제로 아야가 다녔던 학교에서 촬영하는 등, 현지에 밀착한 작품이 되었다.

### 출연진
- 키토 아야 : 오니시 아사에
- 키토 시오카(아야의 어머니) : 가토 가즈코
- 키토 미치오(아야의 아버지) : 하마다미 미쯔오
- 아마모토 히로코(아야의 주치의) : 도리이 카호리
- 사토 : 아시카와 요시미
- 하루 : 마츠카네 요네코
- 환자: 모리야마 슈이치로, 하야미 료

## 기타 사항
- 오니시 아사에와 카토 가즈코는 드라마에서도 친자로 출연하였다.
- 모친인 키토 시오카는 한 장면에서 출연하였다.
- 고등학교 시절의 촬영 장면에서는 아야가 실제로 다녔던 고교의 많은 재학생이 엑스트라로서 참가하였다.

### 스탭
- 감독: 오카무라 치카라
- 제작: ALL OUT, 도에이, 도에이 비디오, 후지 TV
- 주제가: 가토 이쿠코「하늘로」(소니 뮤직 엔터테인먼트)
- 삽입곡: 오모리 요헤이「글라이더」(소니 뮤직 엔터테인먼트)
- 배급: 도에이

### 주요 촬영지
- 도요하시 시 내
- 아이치 현립 도요하시 양호학교 (실제로 아야는 오카자키 양호학교에 통학했다)
- 아이치 현립 도요하시 히가시 고등학교
- 도요하시 시민병원
- 도요가와 하천부지
- 도요하시 바이패스
- 아이치 현립 오카자키 양호학교

## 텔레비전 드라마
2005년 10월 ~ 12월 후지 TV에서 방송된 텔레비전 드라마.